# Аба (град)
Аба (мађ. Aba) град је у средишњој Мађарској. Аба је град у оквиру жупаније Фејер.
Град има 4.657 становника према подацима из 2009. године.

## Географија
Град Аба се налази у средишњем делу Мађарске. Од престонице Будимпеште град је удаљен око 80 km југозападно. Град се налази у средишњем делу Панонске низије, близу источног краја језера Балатон. Надморска висина места је око 105 m.

## Становништво
| 2015. |
| ----- |
| 4.426 |